# Strip Love Tour
El Strip Love Tour (estilizado como $trip Love Tour ) fue la tercera gira de conciertos de la cantante colombiana Karol G, en apoyo de su tercer álbum de estudio, KG0516 (2021). Comenzó el 6 de septiembre de 2022 en Rosemont, Illinois, y concluyó el 2 de noviembre de 2022 en Boston, Estados Unidos. Patrocinada por AEG Live, la gira visitó estadios cubiertos en todo Estados Unidos .

## Lista de canciones
Esta lista de canciones corresponden al espectáculo del 20 de septiembre de 2022 en Charlotte. No incluye todas las canciones interpretadas a lo largo de la gira:
Acto I
1. "Gatúbela"
2. "Poblado" (Remix)
3. "Friki"
4. "Pineapple"
5. "Ahora Me Llama"

Acto II
1. "Bichota"
2. "El Makinon"
3. "Ay, Dios Mio!"
4. "Sejodioto"
5. "DVD"
6. "A Ella"
7. "Provenza"

Acto III
1. "Ocean"
2. "El Barco"
3. "Tusa"
4. "200 Copas"
5. "Mamiii"

Encore
1. "Provenza" (Tiesto Remix)

| Fecha                    | Ciudad        | País          | Recinto                  | Acto de apertura | Asistencia (Entradas vendidas/Disponibles) | Ganancias   |
| ------------------------ | ------------- | ------------- | ------------------------ | ---------------- | ------------------------------------------ | ----------- |
| 6 de septiembre de 2022  | Rosemont      | United States | Allstate Arena           | Agudelo          | 13,684 / 13,684                            | $2,485,102  |
| 8 de septiembre de 2022  | Filadelfia    | United States | Wells Fargo Center       | Agudelo          | 11,817 / 11,817                            | $1,566,836  |
| Septiembre 10, 2022      | Newark        | United States | Prudential Center        | Agudelo          | 13,241 / 13,241                            | $2,585,441  |
| 13 de septiembre de 2022 | New York City | United States | Madison Square Garden    | Agudelo          | 13,575 / 13,575                            | $2,748,506  |
| 14 de septiembre de 2022 | Washington    | United States | Capital One Arena        | Agudelo          | 14,246 / 14,246                            | $2,472,072  |
| 15 de septiembre de 2022 | New York City | United States | Barclays Center          | Agudelo          | 12,375 / 12,375                            | $2,089,275  |
| 17 de septiembre de 2022 | Montreal      | Canadá        | Centre Bell              | Agudelo          | 12,971 / 12,971                            | $1,361,367  |
| 18 de septiembre de 2022 | Toronto       | Canadá        | Scotiabank Arena         | Agudelo          | 12,089 / 12,089                            | $1,284,232  |
| 20 de septiembre de 2022 | Charlotte     | United States | Spectrum Center          | Agudelo          | 13,718 / 13,718                            | $2,057,745  |
| 22 de septiembre de 2022 | Miami         | United States | FTX Arena                | Agudelo          | 12,307 / 12,307                            | $2,162,917  |
| 23 de septiembre de 2022 | Miami         | United States | FTX Arena                | Agudelo          | 12,287 / 12,287                            | $2,493,583  |
| 24 de septiembre de 2022 | Orlando       | United States | Amway Center             | Agudelo          | 12,820 / 12,820                            | $2,308,655  |
| 26 de septiembre de 2022 | Tampa         | United States | Amalie Arena             | Agudelo          | 12,175 / 12,175                            | $1,971,458  |
| 27 de septiembre de 2022 | Atlanta       | United States | State Farm Arena         | Agudelo          | 11,856 / 11,856                            | $2,042,436  |
| 29 de septiembre de 2022 | Houston       | United States | Toyota Center            | Agudelo          | 12,022 / 12,022                            | $2,355,176  |
| 30 de septiembre de 2022 | Hidalgo       | United States | Payne Arena              | Agudelo          | 5,343 / 5,343                              | $1,207,507  |
| 4 de octubre de 2022     | Austin        | United States | Moody Center             | Agudelo          | 11,711 / 11,711                            | $2,284,336  |
| 5 de octubre de 2022     | Dallas        | United States | American Airlines Center | Agudelo          | 13,484 / 13,484                            | $2,847,119  |
| 7 de octubre de 2022     | Kansas City   | United States | T-Mobile Center          | Agudelo          | 12,752 / 12,752                            | $1,925,861  |
| 9 de octubre de 2022     | Denver        | United States | Ball Arena               | Agudelo          | 12,584 / 12,584                            | $2,332,304  |
| 11 de octubre de 2022    | Phoenix       | United States | Footprint Center         | Agudelo          | 12,535 / 12,535                            | $2,441,092  |
| 14 de octubre de 2022    | Las Vegas     | United States | T-Mobile Arena           | Agudelo          | 14,489 / 14,489                            | $2,242,555  |
| 15 de octubre de 2022    | Anaheim       | United States | Honda Center             | Agudelo          | 11,819 / 11,819                            | $2,518,052  |
| 16 de octubre de 2022    | San Diego     | United States | Pechanga Arena           | Agudelo          | 10,458 / 10,458                            | $1,793,355  |
| 18 de octubre de 2022    | Sacramento    | United States | Golden 1 Center          | Agudelo          | 13,358 / 13,358                            | $2,328,970  |
| 20 de octubre de 2022    | San Francisco | United States | Chase Center             | Agudelo          | 13,910 / 13,910                            | $2,678,110  |
| 21 de octubre de 2022    | Los Ángeles   | United States | Staples Center           | Agudelo          | 13,770 / 13,770                            | $2,520,947  |
| 22 de octubre de 2022    | Los Ángeles   | United States | Staples Center           | Agudelo          | 13,067 / 13,067                            | $2,998,273  |
| 25 de octubre de 2022    | Fresno        | United States | Save Mart Center         | Agudelo          | 11,481 / 11,481                            | $2,230,073  |
| 27 de octubre de 2022    | Portland      | United States | Moda Center              | Agudelo          | 12,726 / 12,726                            | $2,105,142  |
| 28 de octubre de 2022    | Seattle       | United States | Climate Pledge Arena     | Agudelo          | 13,624 / 13,624                            | $2,526,943  |
| 29 de octubre de 2022    | Vancouver     | Canadá        | Rogers Arena             | Agudelo          | 11,201 / 11,201                            | $934,064    |
| 2 de noviembre de 2022   | Boston        | United States | TD Garden                | Agudelo          | 13,345 / 13,345                            | $2,343,701  |
| Total                    | Total         | Total         | Total                    | Total            | 412,840 / 412,840 (100%)                   | $72,243,333 |

## Premios y nominaciones
| Año  | Premio                       | Categoría    | Resultado |
| ---- | ---------------------------- | ------------ | --------- |
| 2023 | Premios Latin American Music | Gira del año | Ganador   |